# Bruno Ferrero (politico)
Bruno Ferrero (Belluno, 2 giugno 1943 – Belluno, 15 aprile 2006) è stato un politico italiano membro del Partito Comunista Italiano.
Fu eletto deputato europeo alle elezioni europee del 1979 e di nuovo in carica nel periodo 1988-1989, dopo essere subentrato nella seconda legislatura in corso, per le liste del PCI. È stato membro della Commissione per lo sviluppo e la cooperazione, della Commissione per il regolamento e le petizioni, della Commissione per il controllo di bilancio, della Delegazione per le relazioni con i paesi dell'America del Sud e della Commissione per i problemi economici e monetari e la politica industriale.